# Alex Meyer
Alex Meyer (* 15. Dezember 1879 in Berlin als Alexis Moritz Philipp Meyer; † 21. August 1978 in Zürich) war ein deutscher Rechtswissenschaftler und Hochschullehrer. Er war insbesondere auf dem Gebiet des Luftrechts tätig und gilt als einer der bedeutendsten deutschen Luftrechtler.

## Leben
Meyer wurde als Sohn des preußischen Beamten Paul Meyer und seiner Frau Helene, geb. Speyer (1857–1898) geboren. Nach dem Schulbesuch in Köln und Elberfeld studierte er Rechts- und Staatswissenschaften in Genf, München, Berlin und Bonn. 1902 legte er in Köln das Referendarexamen ab und promovierte anschließend in Leipzig zum Thema Begriff und Schutz des Kredits im BGB. 1907 absolvierte er in Berlin die große Staatsprüfung und wurde 1913 Amtsrichter in Stettin. Von 1914 bis 1917 diente er in der Armee und durchlief anschließend verschiedene Funktionen in der Reichsverwaltung des Innern und der Justiz, der Reichskanzlei und bei der Regierung in Düsseldorf. 1938 erhielt er einen Ruf an die Universität New York, jedoch verzögerte sich die Erteilung des Ausreisevisums für den jüdischen Alex Meyer so lange, bis er das Angebot ablehnen musste. 1939 emigrierte Meyer nach Zürich. 
Nach dem Krieg im Jahre 1950 erhielt Meyer einen Lehrauftrag an der Universität Köln, wo er Luftrecht lehrte. Dort initiierte er 1951 die Wiedereröffnung des 1925 von Otto Schreiber in Königsberg gegründeten Instituts für Luftrecht, welches im Zweiten Weltkrieg hatte geschlossen werden müssen. Das Institut trug zunächst den Namen „Forschungsstelle für Luftrecht“, wurde aber später in „Institut für Luftrecht und Weltraumrechtsfragen“ umbenannt. Ab 1952 wurde dort die Zeitschrift für Luftrecht und Weltraumrechtsfragen (die heutige Zeitschrift für Luft- und Weltraumrecht (ZLW)) herausgegeben. 1953 wurde Meyer zum Honorarprofessor an der Universität Köln ernannt und lehrte dort bis 1974.
Darüber hinaus war er Vorsitzender des Rechtsausschusses des Luftfahrtrates im Bundesverkehrsministerium, des Rechtsausschusses der DGLR sowie des Luft- und Weltraumrechtsausschusses der deutschen Gruppe der International Law Association. Meyer war zudem Mitglied der Lufttransportkommission der Internationalen Handelskammer, der Amerikanischen Gesellschaft für internationales Recht und des Instituto de Derecho Aeronautico y Interplanetario in Buenos Aires.

## Schriften
Meyer befasste sich seit der Frühphase des Luftrechts mit dieser Materie und setzte sich seit seiner ersten Veröffentlichung im Jahre 1908 zum Thema Die Erschließung des Luftraums und ihre rechtlichen Folgen in insgesamt 211 Publikationen im In- und Ausland mit den verschiedenen Fragestellungen des Luftrechts und später auch des Weltraumrechts auseinander. Diese Arbeiten brachten ihm den Beinamen „Nestor des deutschen Luftrechts“ ein.
- Die Luftschiffahrt in kriegsrechtlicher Beleuchtung, Frankfurt a. M.
- Übersicht über die Entwicklung des Luftrechts, Jahrbuch des Völkerrechts 1912, Sonderabdruck, S. 1445–1452
- Das Schadensersatzrecht der Luftfahrt nach geltendem Recht und de lege ferenda, Frankfurt a. M. 1913
- Das Neutralitätsrecht im Luftkriege, Berlin 1931
- Freiheit der Luft als Rechtsproblem, Zürich 1944
- Strafbare Handlungen an Bord von Luftfahrzeugen, Flugwehr- und technik 1946, S. 93–95

## Auszeichnungen
- Preußischer Kronenorden IV. Klasse im Jahre 1911
- Ritterkreuz des Hessischen Philipp-Ordens im Jahre 1911
- Ritterkreuz des Mecklenburg-Schweriner Greifenordens im Jahre 1911
- Ritterkreuz des Sachsen-Ernestinischen-Hausordens im Jahre 1911
- Großes Verdienstkreuz des Verdienstordens der Bundesrepublik Deutschland im Jahre 1953
- Verdienstmedaille der Sociedade Brasileira de Direito Aeronautico im Jahre 1961
- goldene Andrew-Haley-Medaille des Institute of Space Law der International Astronautical Federation im Jahre 1962
- Medaille des Argentinischen Instituts für Luft- und Raumrecht im Jahre 1964
- Ehrenurkunde für die Erste Weltausstellung des Verkehrs in München im Jahre 1965
- Ehrenurkunde des Verkehrshauses der Schweiz im Jahre 1966
- Stern zum Großen Verdienstkreuz des Verdienstordens der Bundesrepublik Deutschland im Jahre 1969
- Edward-Warner-Medaille der ICAO im Jahre 1974
- Universitätsplakette der Universität zu Köln im Jahre 1975